# Seikyūsha
Seikyūsha (青弓社?), es una editorial con sede en Chiyoda, Tokio, Japón. Filosofía, ideología, religión, misticismo, sexualidad, y subculturas, son los temas principales cubiertos por los libros que publican. Hay también un gran número de publicaciones relacionadas con Takarazuka Revue. En 2000 publicaron una nueva traducción de Les Structures élémentaires de la parenté (1949, Español: «Las estructuras elementales de la afinidad», en japonés:「親族の基本構造」) de Claude Lévi-Strauss.